# جارد مانسفيلد
جارد مانسفيلد (بالإنجليزية: Jared Mansfield)‏ هو رياضياتي أمريكي، ولد في 1759 في نيو هيفن في الولايات المتحدة، وتوفي بنفس المكان في 3 فبراير 1830.